# Jakarta EE
Jakarta EE (ранее — Java Platform, Enterprise Edition, сокр. Java EE, до версии 5.0 — Java 2 Enterprise Edition или J2EE). В 2018 Eclipse Foundation переименовала Java EE в Jakarta EE — набор спецификаций и соответствующей документации для языка Java, описывающей архитектуру серверной платформы для задач средних и крупных предприятий.
Спецификации детализированы настолько, чтобы обеспечить переносимость программ с одной реализации платформы на другую. Основная цель спецификаций — обеспечить масштабируемость приложений и целостность данных во время работы системы. Java EE во многом ориентирована на использование её через веб, как в интернете, так и в локальных сетях. Вся спецификация создаётся и утверждается через JCP (Java Community Process) в рамках инициативы Sun Microsystems Inc.
Java EE является промышленной технологией и в основном используется в высокопроизводительных проектах, в которых необходима надежность, масштабируемость, гибкость.
Популярности Java EE также способствует то, что Sun предлагает бесплатный комплект разработки, SDK, позволяющий предприятиям разрабатывать свои системы, не тратя больших средств. В этот комплект входит сервер приложений GlassFish с лицензией для разработки.

## Версии
Актуальная версия Java EE имеет номер 8.0. Развитие технологии Java EE отображено на странице истории версий.
При переходе на версию 5.0 изменилось и название спецификации с J2EE [ˌdʒeɪˈtuː ˌiːˈiː] (Java 2 Platform, Enterprise Edition), на Java Platform, Enterprise Edition, сокращённо Java EE [ˈdʒɑːvə ˌiːˈiː].
| Версия         | Полное имя                                  | Дата публикации  |
| -------------- | ------------------------------------------- | ---------------- |
| 1.0            | Java 2 Platform Enterprise Edition, v 1.0   | декабрь 1999     |
| 1.2            | Java 2 Platform Enterprise Edition, v 1.2   | 2000             |
| 1.2.1          | Java 2 Platform Enterprise Edition, v 1.2.1 | 23 мая 2000      |
| 1.3            | Java 2 Platform Enterprise Edition, v 1.3   | 24 сентября 2001 |
| 1.4            | Java 2 Platform Enterprise Edition, v 1.4   | 24 ноября 2003   |
| 5.0            | Java Platform, Enterprise Edition, v 5      | 11 мая 2006      |
| 6.0            | Java Platform, Enterprise Edition, v 6      | 6 декабря 2009   |
| 7.0            | Java Platform, Enterprise Edition, v 7      | 12 июня 2013     |
| 8.0            | Java Platform, Enterprise Edition, v 8      | 18 сентября 2017 |
| Jakarta EE 8   | Jakarta EE 8                                | 2019-09-10       |
| Jakarta EE 9   | Jakarta EE 9                                | 2020-12-08       |
| Jakarta EE 9.1 | Jakarta EE 9.1                              | 2021-05-25       |
| Jakarta EE 10  | Jakarta EE 10                               | 2022-09-22       |
| Jakarta EE 11  | Jakarta EE 11                               | Planned          |

## Технологии
Java EE включает в себя стандарты следующих технологий:
|            | Описание                                                                                             | Использованная версия | Использованная версия | Использованная версия | Использованная версия | Использованная версия |
| J2EE 1.4   | Описание                                                                                             | Java EE 5             | Java EE 6             | Java EE 7             | Java EE 8             |                       |
| 2003 г.    | Описание                                                                                             | 2006 г.               | 2009 г.               | 2013 г.               | 2018 г.               |                       |
| ---------- | --- | --------------------- | --------------------- | --------------------- | --------------------- | --------------------- |
| EJB        | Enterprise JavaBeans — спецификация технологии серверных компонентов, содержащих бизнес-логику       | 2.1                   | 3.0                   | 3.1                   | 3.2                   | 3.2                   |
| JPA        | Java Persistence API — управление постоянством и объектно-реляционное отображение                    | Нет                   | 1.0                   | 2.0                   | 2.1                   | 2.2                   |
| Servlet    | Обслуживание запросов веб-клиентов                                                                   | 2.4                   | 2.5                   | 3.0                   | 3.1                   | 4.0                   |
| JSP        | JavaServer Pages — динамическая генерация веб-страниц на стороне сервера                             | 2.0                   | 2.1                   | 2.2                   | 2.3                   | 2.3                   |
| JSTL       | JavaServer Pages Standard Tag Library                                                                | Нет                   | 1.2                   | 1.2                   | 1.2                   | 1.2                   |
| JSF        | JavaServer Faces — компонентный серверный фреймворк для разработки веб-приложений на технологии Java | Нет                   | 1.2                   | 2.0                   | 2.2                   | 2.3                   |
| JAX-WS     | Java API for XML Web Services — создание веб-сервисов                                                | 1.0                   | 1.2                   | 1.2                   | 2.2                   | 2.2                   |
| JAX-RS     | Java API for RESTful Web Services — создание RESTful веб-сервисов                                    | Нет                   | Нет                   | 1.1                   | 2.0                   | 2.1                   |
| WebSocket  | Java API for WebSocket                                                                               | Нет                   | Нет                   | Нет                   | 1.0                   | 1.1                   |
| JSON-P     | Java API for JSON Processing — разбор и генерация JSON                                               | Нет                   | Нет                   | Нет                   | 1.0                   | 1.1                   |
| JSON-B     | Java API for JSON Binding — преобразование Java объектов в/из JSON                                   | Нет                   | Нет                   | Нет                   | Нет                   | 1.0                   |
| JNDI       | Java Naming and Directory Interface — служба каталогов                                               | 1.2                   | 1.2                   | 1.2                   | 1.2                   | 1.2                   |
| JMS        | Java Message Service — обмен сообщениями                                                             | 1.1                   | 1.1                   | 1.1                   | 2.0                   | 2.0                   |
| JTA        | Java Transaction API — управление транзакциями                                                       | 1.0.1B                | 1.1                   | 1.1                   | 1.2                   | 1.2                   |
| JAAS       | Java Authentication and Authorization Service — Java-реализация PAM                                  | 1.0                   | 1.0                   | 1.0                   |                       |                       |
| JavaMail   | Получение и отправка электронной почты                                                               | 1.2                   | 1.4                   | 1.4                   | 1.5                   | 1.6                   |
| JACC       | Java Authorization Contract for Containers                                                           | 1.0                   | 1.1                   | 1.1                   | 1.4                   | 1.5                   |
| JCA        | J2EE Connector Architecture                                                                          | 1.5                   | 1.5                   | 1.6                   | 1.6                   | 1.7                   |
| JAF        | JavaBeans Activation Framework                                                                       | 1.0                   | 1.1                   | 1.1                   | 1.1                   | 1.1                   |
| StAX       | Streaming API for XML                                                                                | Нет                   | 1.0                   | 1.0                   | 1.0                   | 1.0                   |
| CDI        | Context and Dependency Injection                                                                     | Нет                   | Нет                   | 1.0                   | 1.1                   | 2.0                   |
| Validation | Bean Validation                                                                                      | Нет                   | Нет                   | 1.0                   | 1.1                   | 2.0                   |
| Security   | Java EE Security API                                                                                 | Нет                   | Нет                   | Нет                   | Нет                   | 1.0                   |

## API в Java EE
Java EE API включает в себя несколько технологий, которые расширяют функциональность базовых Java SE API-интерфейсов.

### javax.servlet. *
Спецификация сервлетов определяет набор программных интерфейсов для обслуживания HTTP-запросов. Она включает в себя спецификации JavaServer Pages.

### javax.websocket. *
Спецификация Java API для WebSocket определяет набор программных интерфейсов для обслуживания WebSocket-соединений.

### javax.faces. *
Этот пакет является корнем JavaServer Faces API. JSF — это технология для построения пользовательских интерфейсов из компонентов.

### javax.faces.component. *
Этот пакет — составная часть JavaServer Faces (JSF) API.

### javax.el. *
Этот пакет определяет классы и интерфейсы для языка выражений в Java EE. Expression Language (EL) — это простой язык, изначально предназначенный для удовлетворения конкретных потребностей разработчиков веб-приложений. Он используется, в частности, в JSF для связывания компонентов (backing) beans и в CDI name beans, но может быть использован для других платформ.

### javax.enterprise.inject. *
Эти пакеты определяют аннотации вложения для (CDI) API  (англ.).

### javax.enterprise.context. *
Эти пакеты определяют контекст аннотации и интерфейсы для (CDI) API  (англ.).

### javax.ejb. *
Enterprise JavaBean (EJB) определяет набор API-интерфейсов удалённого вызова процедур (с использованием RMI или RMI-IIOP), управление параллелизмом, инъекции зависимости и контроля доступа для бизнес-объектов. Этот пакет содержит классы и интерфейсы, определяющие связь между корпоративным компонентом и его клиентом, а также между корпоративным компонентом и EJB-контейнером.

### javax.validation. *
Этот пакет содержит аннотации и интерфейсы для поддержки декларативной проверки Bean Validation API. Bean Validation обеспечивает единый способ обеспечения ограничения на bean (например, классов JPA модели), что может быть реализовано с помощью cross-layer.

### javax.persistence. *
Этот пакет содержит классы и интерфейсы, которые определяют связь между поставщиком, управляемым классом и клиентом Java Persistence API (JPA).

### javax.transaction. *
Этот пакет предоставляет Java Transaction API (JTA), который содержит интерфейсы и аннотации для взаимодействия с поддержкой транзакций, предлагаемой Java EE.

### javax.security.auth.message. *
Этот пакет предоставляет Java SPI (JASPIC), который содержит интерфейсы и классы для создания модулей аутентификации для безопасных "Java EE"-приложений.

### javax.enterprise.concurrent. *
Этот пакет предоставляет интерфейсы для взаимодействия непосредственно с платформой Java EE, по умолчанию управляет запуском потоков.

### javax.jms. *
Этот пакет определяет Java Message Server (JMS) API (Application Programming Interface). JMS API предоставляет для программ Java распространенный способ создавать, отправлять, получать и читать сообщения системы корпоративного обмена сообщениями.

### javax.batch.api. *
Этот пакет определяет вступление AP для Java EE batch applications. Batch applications API предоставляет средства для запуска длительных фоновых задач, которые, возможно, связаны с большим объёмом данных.

### javax.resource. *
Этот пакет определяет Java EE Connector Architecture. Java EE Connector Architecture (JCA) является Java-технологией для решения проблем подключения серверов приложений к их корпоративным информационным системам (КИС) в рамках интеграции корпоративных приложений (EAI).

## Сервер приложений
Сервер приложений J2EE (часто называемый J2EE-контейнер) — это реализация системы в соответствии со спецификацией J2EE, обеспечивающая работу модулей с логикой конкретного приложения. Включает в себя как минимум следующие сервисы:
- EJB-контейнер, который поддерживает автоматическую синхронизацию Java-объектов с базой данных (CMP — container managed persistence, BMP — bean managed persistence);
- JMS — сервис доставки сообщений между компонентами и серверами;
- управление ресурсами (доступ к СУБД, файловой системе, почтовому серверу и т. д.);
- безопасность и защита данных;
- поддержка транзакций (в том числе и распределённых, двухфазных). См. Java Transaction API.
- веб-сервер и сервлет-сервер;
- поддержка веб-сервисов.
- JSF

Разработчики J2EE-приложений также пишут свои программы в соответствии с спецификациями J2EE, что обеспечивает их работу внутри таких серверов.
Технологию J2EE рационально использовать для реализации крупных проектов, например, для организации сложных веб-порталов и предоставления услуг онлайн, особенно если необходимо обеспечить бесперебойную работу многих тысяч пользователей.
Свободные серверы с открытым исходным кодом
- GlassFish
- JBoss Application Server (Apache Tomcat optional)
- WildFly (наследник JBoss с поддержкой JavaEE7)
- Apache Geronimo (использует Apache Tomcat или Jetty)
- Apache TomEE и TomEE Plus (основан на Tomcat с использованием других технологий Apache, нет поддержки JavaEE Full Profile)
- Enhydra Enterprise (использует Apache Tomcat)
- JOnAS (использует Apache Tomcat)
- Resin (собственный Servlet- и EJB-контейнеры)
- Oracle Glassfish Server (Эталонная реализация на основе GlassFish)

Коммерческие серверы
- ATG Dynamo Application Server (DAS)
- IBM WebSphere
- SAP NetWeaver Application Server
- TmaxSoft JEUS
- Oracle WebLogic (BEA)
- Oracle Application Server
- Orion Application Server
- Borland Application Server
- Oracle iPlanet

Отдельные Servlet/JSP-контейнеры
- Apache Tomcat — Open Source
- Caucho Technology Resin — Open Source
- Enhydra Server — Open Source
- Jetty — Open Source

Отдельные EJB-контейнеры
- Apache OpenEJB — Open Source